# Addams Family Values (film)
Addams Family Values is een Amerikaanse film uit 1993. De film is een vervolg op de zwarte komedie The Addams Family uit 1991. De film werd onder andere genomineerd voor een Academy Award en een Golden Globe.
Het scenario van de film is geschreven door Paul Rudnick. De film zelf is geregisseerd door Barry Sonnenfeld. Veel van de acteurs uit de vorige film doen weer mee in deze film, waaronder Raúl Juliá, Anjelica Huston en Christina Ricci. In vergelijking met de vorige film is Values duisterder en meer macaber dan de vorige film, maar daarmee meer in overeenstemming met Charles Addams' originele stripserie.

## Verhaal
Aan het begin van de film bevalt Morticia van haar derde kind: Pubert Addams. Wednesday en Pugsley zijn enorm jaloers op hun nieuwe broertje en proberen hem uit te weg te ruimen. Daarom besluiten Morticia en Gomez een oppas in te huren. De vrouw die ze uitkiezen is Debbie Jellinsky. Ze lijkt perfect, maar in feite is ze een seriemoordenaar met de bijnaam "The Black Widow" (de zwarte weduwe), die telkens onder een andere identiteit trouwt met een rijke man om hem vervolgens te vermoorden en zijn fortuin in te pikken.
Al snel valt haar oog op Fester Addams en het grote fortuin van de Addams Family. Wanneer Wednesday oppas Debbie dreigt te ontmaskeren, overtuigt Debbie Morticia om de kinderen naar een zomerkamp te sturen. Ondertussen begint ze een relatie met Fester.
Debbie trouwt met Fester. De twee verlaten het landhuis van de Addamsen en trekken elders in. Daarna probeert Debbie Fester meerdere malen om te brengen, maar elke poging mislukt en Fester vindt de aanslagen juist heerlijk. Woedend begint Debbie langzaam haar ware aard te tonen en dwingt Fester om elk contact met zijn familie te verbreken.
Met Fester uit het huis heerst er een sombere sfeer bij de rest van de familie. Baby Pubert lijdt er zelfs zo onder dat hij een "ziekte" ontwikkelt waarbij zijn haar blond wordt en hij vrolijk gedrag gaat vertonen, een schande voor de Addams Family. De familie probeert Fester op te zoeken maar hij stuurt hen weg.
Ondertussen hebben Wednesday en Pugsley het zwaar op het zomerkamp. Wednesday ontmoet er wel haar eerste vriend: Joel, een Joodse jongen die aan veel allergieën lijdt en net als zij een buitenbeentje is. Wednesday wordt gekozen om in het jaarlijkse Thanksgivingtoneelstuk de rol van Pocahontas te spelen. Aanvankelijk weigert ze, maar later stemt ze toe. Dit blijkt een list te zijn, en op de dag van het toneelstuk richten de buitenbeentjes van het kamp onder Wednesdays leiding een ravage aan. In de chaos kunnen Pugsley en Wednesday ontsnappen, ze gaan terug naar huis.
Ondertussen pleegt Debbie haar grootste aanslag tot dusver: ze blaast het huis op met Fester er nog in. Wanneer Fester ongedeerd onder het puin vandaan komt, knapt er iets bij Debbie. Ze trekt een pistool en bekent eindelijk dat het haar enkel om het geld te doen is. Met behulp van Thing weet Fester te ontsnappen in de auto van Debbie. Debbie achtervolgt het vluchtende duo tot aan het huis van de Addamsen. Hier overmeestert ze de familie en bindt hen allemaal vast aan elektrische stoelen. Alvorens ze te doden geeft ze hen een diavoorstelling van de vele moorden die ze in het verleden gepleegd heeft. Ze is echter Pubert vergeten. Deze is, nu Fester is teruggekeerd, genezen van zijn ziekte. Hij ontsnapt uit zijn kamer en knoeit wat met de bedrading van de stoelen. Daardoor wordt Debbie zelf geëlektrocuteerd en vergaat tot as.
In de epiloog van de film vieren Gomez en Morticia Puberts eerste verjaardag samen met andere familieleden. Ook Joel is aanwezig. Hij wil zijn relatie met Wednesday duidelijk verder versterken, maar Wednesday ziet hier niets in. Ze neemt hem mee naar het graf van Debbie. Net als Joel wat bloemen op het graf wil leggen, komt er een hand uit het graf die hem vastgrijpt. De film eindigt met Wednesday die tevreden naar de schreeuwende Joel kijkt.

## Rolverdeling
| Acteur                   | Personage            | Opmerking |
| ------------------------ | -------------------- | --------- |
| Raúl Juliá               | Gomez Addams         |           |
| Anjelica Huston          | Morticia Addams      |           |
| Christopher Lloyd        | Fester Addams        |           |
| Christina Ricci          | Wednesday Addams     |           |
| Jimmy Workman            | Pugsley Addams       |           |
| Carol Kane               | Oma Addams           |           |
| Carel Struycken          | Lurch                |           |
| Christopher Hart         | Thing                | hand      |
| Joan Cusack              | Debbie Jellinsky     |           |
| Kaitlyn & Kristen Hooper | Pubert Addams        |           |
| David Krumholtz          | Joel Glicker         |           |
| John Franklin            | Neef Itt             |           |
| Dana Ivey                | Margaret Addams      |           |
| Christine Baranski       | Becky Martin-Granger |           |
| Peter MacNicol           | Gary Granger         |           |
| Mercedes McNab           | Amanda Buckman       |           |

## Citaten
Morticia (tegen Debbie over wat ze met Fester doet): You have enslaved him. You have placed him under some strange sexual spell. I respect that. But please, may we see him?
[Debbie heeft net het huis opgeblazen, maar Fester komt ongedeerd onder het puin vandaan.]
Fester: Sweetie! Did you get the champagne?
Debbie: [trekt een pistool] FREEZE!
Fester: Pookie.
Debbie: I tried to make it look like an accident. I tried to give you some dignity, but oh no, not you.
Fester: What are you saying?
Debbie: I'm saying I want you dead and I want your money.
Fester: Don't you love me?
[Debbie lacht.]
Fester: Is that a no?
Debbie: Do I love you, look at yourself. Your the missing link, you shouldn't be married, you should be studied! You are a big dumb weird thing, no woman in their right mind could love you.
Pugsley: Do you miss her?
Fester: Sometimes...when I'm alone at night. I'd remember how she used to say, "GOD, Fester, go BACK to your room!"

## Achtergrond
Verschillende scènes waren wel te zien in de trailers, maar niet in de film. Deze scènes zijn nog wel te zien in de trailers die op de dvd van de film staan.
Ter promotie van de film werden twee soundtrackalbums uitgebracht: Addams Family Values: Music from the Motion Picture en Addams Family Values: The Original Orchestral Score. Ook verscheen er een computerspel over de film.
Tijdens de scène waar Pubert ziek wordt, maakt Oma Addams, tot afgrijzen van Gomez, de opmerking dat Pubert ongetwijfeld later een advocaat zal worden. In de originele televisieserie was Gomez echter zelf een advocaat.
De naam Pubert werd oorspronkelijk door Charles Addams bedacht voor Pugsley toen hij zijn personages namen moest geven voor de eerste televisieserie. Deze naam werd toen verworpen.

## Prijzen/nominaties
Addams Family Values werd in 1994 genomineerd voor dertien prijzen, waarvan hij er drie won.
Gewonnen:
- De Saturn Award voor beste make-up
- De ALFS-award voor "British Technical Achievement of the Year"
- De Golden Raspberry Award voor "slechtste originele lied" ("Addams Family (Whoomp!)")

Enkel genomineerd:
- De Oscar voor Beste Artdirection
- Zes Saturn Awards:
  - Beste actrice (Anjelica Huston)
  - Beste kostuums
  - Beste fantasiefilm
  - Beste muziek
  - Beste optreden van een jonge acteur (Christina Ricci)
  - Beste vrouwelijke bijrol (Joan Cusack)
- De BAFTA film award voor beste grimeur.
- De Golden Globe voor beste optreden van een artiest in een film (Anjelica Huston).
- De Hugo Award voor "Best Dramatic Presentation"

## Trivia
- Hoewel Pubert een jongen is, werd hij gespeeld door twee meisjes: Kaitlyn en Kristen Hooper.
- Carol Kane, die Oma Addams speelt, is in werkelijkheid bijna een jaar jonger dan Angelica Huston, die Oma's dochter Morticia speelt.